# Sílvia Lacorte Bruguera
Sílvia Lacorte Bruguera   (3 d'agost de 1966) és una investigadora catalana especialitzada que estudia l'impacte dels contaminants en els organismes vius.
Doctora en Ciències Químiques i professora d’investigació de l’Institut de Diagnosi Ambiental i Estudis de l’Aigua (IDAEA) del CSIC, des de 1998, el seu camp d’investigació és la química ambiental.
Duu a terme diversos estudis, com l’anàlisi de contaminants en ambients d’interior, i proposa mesures per reduir l’exposició als compostos nocius. També fa seguiments de contaminants orgànics persistents. Pel que fa a la qualitat de l’aigua, estudia els contaminants més presents en aigües de riu, identifica les fonts de contaminació i dissenya tractaments per a la remissió de la contaminació.